# El Hondón
El Hondón es una  diputación del municipio de Cartagena de la comunidad autónoma de Murcia en España. Se encuentra al este del centro de la ciudad, está considerada como parte del Área Urbana Central y limita al norte con San Félix; al sur con Alumbres y Santa Lucía; al este con La Unión y al oeste con San Antonio Abad.

## Historia
La prueba más clara de que esta zona estuvo habitada desde tiempos del Imperio romano es el monumento sepulcral romano de Torre Ciega, situado en el barrio de Torreciega.
Durante los siglos XVI y XVII se citan con cierta frecuencia en los libros capitulares los pagos del Hondón, Roche y Torreciega, que se refieren a distritos agrícolas, así como el camino de la Hilada, la antigua calzada romana que, correspondiéndose con la Vía Augusta que conectaba Cartago Nova a Tarraco, transcurría junto al monumento funerario antes citado.
La zona, tradicionalmente agrícola, se reconvirtió a finales del siglo XIX y principios del XX con la instalación de varias industrias pesadas como Española del Zinc, Potasas y Derivados o el polígono industrial de Cabezo Beaza.

### Industria y contaminación

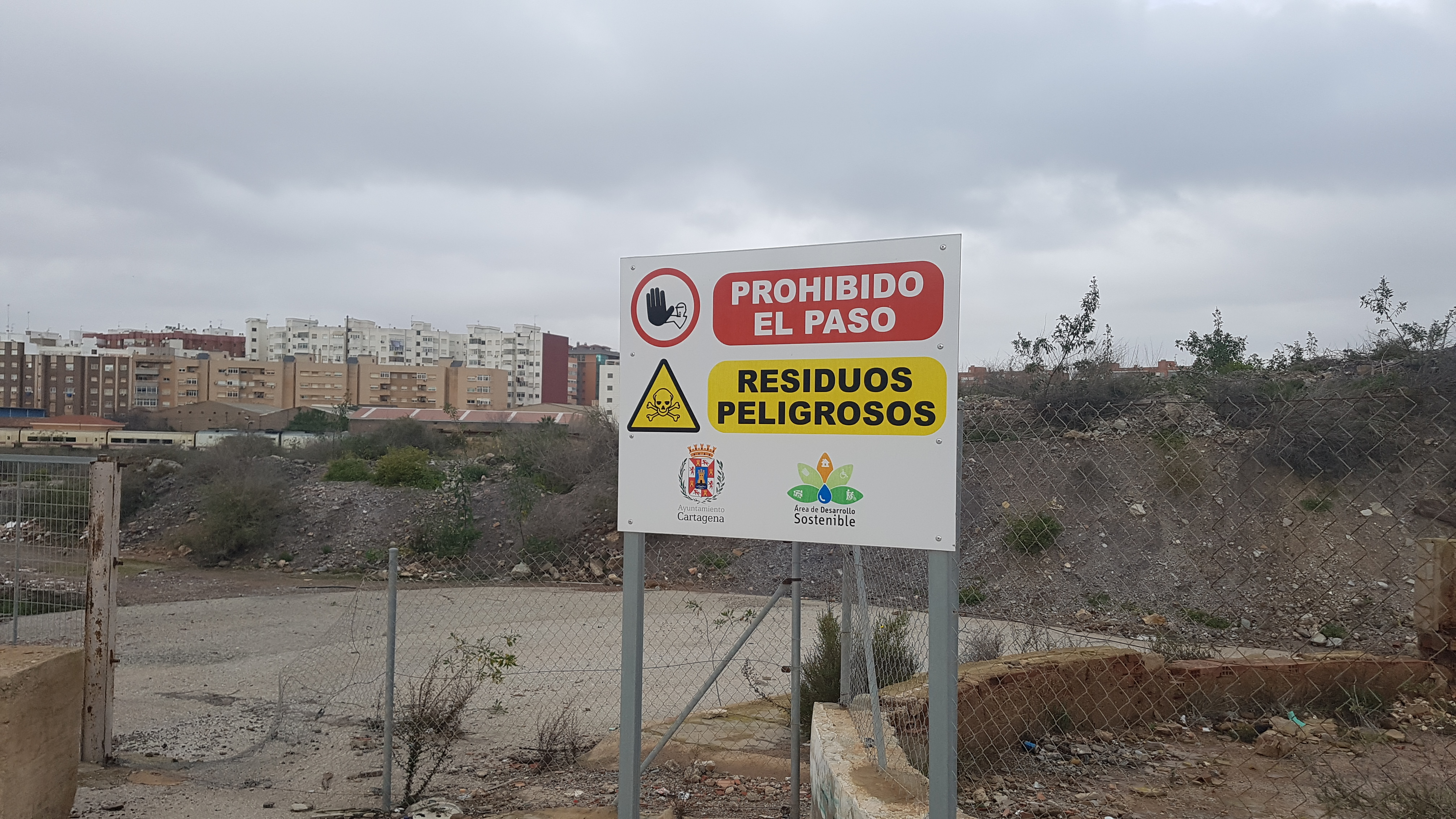
Un cartel prohibiendo el acceso al recinto de la antigua fábrica de Potasas y Derivados.

El primer conato de industrialización en la diputación tuvo lugar en 1880, cuando el empresario Tomás Valarino y Gattorno fundó en Media Legua su fábrica de cerámica La Cartagenera, que sin embargo clausuró en 1883.
En 1896, ya en una época de despegue industrial sostenido de Cartagena y su comarca, la Sociedad Franco-Española de Explosivos y Productos Químicos empezó a explotar la fábrica que había levantado en sus terrenos de El Hondón. A esta la siguió, en 1915, la factoría de la Sociedad General de Industria y Comercio, y ambas pasaron en 1926 a ser gestionadas por la Franco-Española, refundada entonces como Unión Española de Explosivos. Finalmente, la propiedad de las instalaciones de esta empresa pasó a Potasas y Derivados, del Grupo Ercros, hasta su desmantelamiento en 2002. Más tarde, en 1960 inició su actividad la planta industrial de Española del Zinc, que permanecería en funcionamiento durante cuarenta años hasta su demolición en 2008.
Fruto de todo este trabajo industrial la ciudad se vio azotada por la contaminación atmosférica, aumentando especialmente por esta razón los casos de asma y enfermedad pulmonar obstructiva crónica en la población, llegándose a prohibir a los alumnos de colegios públicos salir al patio de recreo. Pese a que la contaminación atmosférica cesó a partir del cierre de las fábricas, los terrenos antaño ocupados por estas se han mantenido contaminados y sujetos a la supervisión del Consejo de Seguridad Nuclear (CSN), a la espera de una acción definitiva por parte de la administración. En 2001, la prensa nacional dio a Cartagena el sobrenombre de «capital de la contaminación» en España a causa de esta situación, y en 2018 el CSN admitió la presencia en la zona de residuos radiactivos tales como uranio-238.

## Demografía
El padrón municipal de 2016 asigna a la diputación 1082 habitantes (154 extranjeros), repartidos en los siguientes núcleos de población conurbados entre sí y con otros barrios de la ciudad: Las Jorqueras (25); Media Legua (238); Media Legua (diseminado; 12); Torreciega (602); urbanización Roche Alto (185); y Vereda de Roche (25).

## Lugares de interés
- Polígono industrial Cabezo Beaza
- Cerro volcánico Cabezo Beaza
- Monumento sepulcral romano de Torre Ciega

## Festividades
Las fiestas de esta diputación son las siguientes:
- Torreciega, 24 al 26 de junio
- Roche Alto, 24 de junio
- Media Legua, 18 a 21 de julio

## Transporte y comunicaciones

### En autobús
Las siguientes líneas urbanas prestan servicio a la localidad:
Para ver la página de cada línea, haga clic en su identificador.
| Línea | Recorrido                                         | Operador       |
| ----- | ------------------------------------------------- | -------------- |
| 4     | Espacio Mediterráneo - Canteras / Galifa          | ALSA (TUCARSA) |
| 24    | Cartagena (Paseo de Alfonso XIII) - Pozo Estrecho | ALSA (TUCARSA) |

Además, las siguientes líneas interurbanas de Movibus también sirven a la localidad:
Para ver la página de cada línea, haga clic en su identificador.
| Línea | Recorrido                    | Operador       |
| ----- | ---------------------------- | -------------- |
| 42A   | Cartagena - La Unión         | ALSA (TUCARSA) |
| 42C   | Cartagena - Roche - La Unión | ALSA (TUCARSA) |